# Nambangan Lor
Nambangan Lor is een bestuurslaag in het regentschap Madiun van de provincie Oost-Java, Indonesië. Nambangan Lor telt 10.046 inwoners (volkstelling 2010).